# Бразиландия-ду-Токантинс

Бразиландия-ду-Токантинс на карте штата.

Бразиландия-ду-Токантинс (порт. Brasilândia do Tocantins) — муниципалитет в Бразилии, входит в штат Токантинс. Составная часть мезорегиона Западный Токантинс. Входит в экономико-статистический микрорегион Мирасема-ду-Токантинс. Население составляет  2 064 человека на 2010 год. Занимает площадь 641,467 км². Плотность населения — 3,22 чел./км².

## Демография
Согласно сведениям, собранным в ходе переписи 2010 г. Национальным институтом географии и статистики (IBGE), население муниципалитета составляет:
| Полное население                               | Полное население                               | Полное население                               | Полное население                               | 2 064 |
| ---------------------------------------------- | ---------------------------------------------- | ---------------------------------------------- | ---------------------------------------------- | ----- |
| в том числе:                                   | Городское население                            | 1 436                                          | Процент городского населения, %                | 69,57 |
|                                                | Сельское население                             | 628                                            | Процент сельского населения, %                 | 30,43 |
|                                                | Мужское население                              | 1 057                                          | Процент мужского населения, %                  | 51,21 |
|                                                | Женское население                              | 1 007                                          | Процент женского населения, %                  | 48,79 |
| Плотность населения, чел/км²                   | Плотность населения, чел/км²                   | Плотность населения, чел/км²                   | Плотность населения, чел/км²                   | 3,22  |
| Население муниципалитета в % к населению штата | Население муниципалитета в % к населению штата | Население муниципалитета в % к населению штата | Население муниципалитета в % к населению штата | 0,15  |

По данным оценки 2016 года население муниципалитета составляет 2 177 жителей.

## Статистика
- Валовой внутренний продукт на 2003 составляет 6.096.550,00 реалов (данные: Бразильский институт географии и статистики).
- Валовой внутренний продукт на душу населения на 2003 составляет 3.034,62 реалов (данные: Бразильский институт географии и статистики).
- Индекс развития человеческого потенциала на 2000 составляет 0,683 (данные: Программа развития ООН).

## Важнейшие населенные пункты
| № | Населённый пункт         | Населённый пункт (порт.) | Категория | Население чел. (2010) | На карте                       |
| - | ------------------------ | ------------------------ | --------- | --------------------- | ------------------------------ |
| 1 | Бразиландия-ду-Токантинс | Brasiândia do Tocantins  | город     | 1436                  | 8°23′23″ ю. ш. 48°29′08″ з. д. |
| 2 | Тупиратан                | Tupiratã                 | поселок   | 240                   | 8°17′17″ ю. ш. 48°28′15″ з. д. |